# Пицундская и Сухумо-Абхазская епархия
Пицу́ндская и Суху́мо-Абха́зская епа́рхия (груз. ბიჭვინთისა და ცხუმ აფხაზეთის ეპარქია, иногда — Бичвинтская и Цхуми-Абхазская епархия) — епархия Грузинской православной церкви. С 1993 года из-за войны Абхазии с Грузией епархия фактически вышла из-под контроля Грузинской православной церкви. В 2009 году на внеочередном Епархиальном собрании духовенства Абхазии были приняты решения о прекращении деятельности Сухумо-Абхазской епархии Грузинской православной церкви на территории частично признанной Республики Абхазия и создании Пицундской и Сухумской епархии неканонической Абхазской православной церкви.
21 декабря 2010 года решением Священного Синода Грузинской православной церкви Сухумо-Абхазская епархия, которую Патриархия Грузии продолжает числить в своей юрисдикции, была передана под непосредственное управление патриарха, которому с этого дня усвоен титул — Католикос-Патриарх всея Грузии, архиепископ Мцхета-Тбилиси и митрополит Цхум-Абхазии и Пицунды. Московский Патриархат в официальной переписке воздерживается от употребления полного титула грузинского Патриарха, предпочитая употреблять старый.

## История
Первая церковно-каноническая единица на территории Абхазии возникла в IV веке — Парикия Питиунта, возглавлявшаяся епископом. Первым известным её епископом был участник I Вселенского Собора в Никее (325) епископ Стратофил.
До ранневизантийского времени на территории современной Абхазии существовала Абазгийская епархия Константинопольского Патриархата.
15 апреля 1851 года Абхазская епархия была восстановлена в составе Грузинского Экзархата Русской православной церкви. Местопребывание епископа было назначено в Пицундской крепости при древнем Юстиниановском соборе. В том же году впервые после длительного перерыва было совершено богослужение на абхазском языке.
С 1869 года кафедра была викариатством Имеретинской епархии.
В 12 июня 1885 года произошла реорганизация Абхазской епархии. С этого времени она получает наименование «Сухумской». В её состав вошла часть территории расформированной Кавказской епархии, после чего территория Сухумской епархии включала в себя населённые пункты от реки Ингури до Анапы.
После провозглашения автокефалии Грузинской Церкви в 1917 году на Общецерковном соборе в её структуре была создана Абхазская епархия, предстоятель которой носил титул Цхум-Бедийского.
Летом 1918 года Абхазия оказалось оккупирована Грузинской демократической республикой. После этого непризнанная ещё Грузинская Церковь открыла на территории продолжающей действовать Сухумской епархии свою параллельную Цхумо-Абхазскую епархию. Возглавил новую епархию епископ Амвросий (Хелая). С этого момента фактически прекращает своё существование Сухумская епархия, которая объединяла небольшое количество «тихоновских» приходов.
К 1924 году были закрыты все монастыри Сухумской епархии и большинство приходов. Почти все духовенство и монашество было расстреляно или заключено в лагеря.
В 1943 году Русская православная церковь признала независимость Грузинской церкви. В 1943 году последние приходские храмы на территории Абхазии, не подчинявшиеся до этого грузинским автокефалистам и именовавшие себя «тихоновцами», были переданы Русской церковью в юрисдикцию Грузинской.
Во время грузино-абхазской войны 1992—1993 годов все грузинские священнослужители покинули территорию Абхазии, остались четыре священника: Виссарион Аплиа (Гудаутская церковь); протоиерей Петр (Самсонов), настоятель Лыхненского храма; священник Павел (Харченко), служивший в Гагрском храме; и игумен Виталий (Голубь), служивший в Сухумском кафедральном соборе.
После 1993 года грузинский архиерей епархии митрополит Даниил (Датуашвили) пребывает в Тбилиси. С этого же года начались переговоры о вступлении епархии в Русскую Православную Церковь, или о переходе в Константинопольский Патриархат, или о восстановлении автокефалии Абхазской Церкви.

## Современные история и состояние
5 марта 2004 года иерей Виссарион Аплиа участвовал во встречах с представителями Грузинской Православной Церкви, в том числе с её предстоятелем Илией II.
5 сентября 2008 года временно управляющий епархией священник Виссарион Аплиаа заявил, что Абхазская церковь желает быть самоуправляемой в составе Русской православной церкви Московского Патриархата. Представители Грузинской и Русской Церквей квалифицировали действия абхазского священства в целом как неправомочные.
15 сентября 2009 года на внеочередном Епархиальном собрании всего духовенства Абхазии были приняты следующие решения:
- Объявить о прекращении деятельности Сухумо-Абхазской Епархии Грузинской Православной Церкви на территории Республики Абхазия.
- Объявить о создании Пицундской и Сухумской Епархии Абхазской православной церкви.
- Внести соответствующие изменения в Устав Епархии.
- Подготовить соответствующие обращения ко всем православным поместным церквям, наипаче же к патриарху Московскому и всея Руси Кириллу, Священному синоду Русской православной церкви — с молитвенной просьбой в восстановлении Абхазской православной церкви, прекратившей своё существование в 1795 году.
- 15 сентября 2009 года отметить как памятную дату православной церкви в Абхазии.

После этого обращения протоиерей Николай Балашов, заместитель председателя Отдела внешних церковных связей Московского патриархата сообщил, что «Решения об изменении статуса Православной церкви в том или ином регионе никогда не принимаются в одностороннем порядке, так же как и вопрос об изменении канонических церковных границ. Это вопрос для диалога между поместными церквами. Между Русской и Грузинской Церковью такой дружественный и братский диалог ведется, и мы надеемся общими усилиями достигнуть решения вопроса». Католикос-Патриарх всея Грузии Илия ІІ заявил, что «Данное заявление мы не должны воспринимать всерьез, так как ни у кого нет права объявлять независимость от родной Церкви».
24 октября 2009 года председатель ОВЦС МП архиепископ Иларион (Алфеев) объявил о том, что в Абхазии нет раскола:

Несмотря на изменение политических границ, мы по-прежнему считаем Абхазию частью канонической территории Грузинской Православной Церкви. Однако мы видим, что де-факто Грузинская Православная Церковь там сейчас присутствовать не может: ни один грузинский епископ или священник не имеет возможности приехать в Абхазию, чтобы окормлять верующих. Значит, мы должны помочь осуществлять пастырскую деятельность находящимся там канонически рукоположённым абхазским священнослужителям. Мы должны помочь им обрести хотя бы временный канонический статус.

Председатель ОВЦС убежден, что если ситуация в Абхазии будет «пущена на самотек», то её жители останутся беззащитными перед религиозной экспансией чуждых вер и воинствующим секуляризмом.
Во исполнение Постановления Епархиального Собрания Пицундской и Сухумской Епархии Абхазской Православной Церкви, 4 ноября 2009 года клирики Абхазии обратились к предстоятелям Поместных Православных Церквей с «просьбой о помощи в Богоугодном и благочестивом деянии, каноническом восстановлении и возрождении Абхазской Православной Церкви». Первое послание было адресовано блаженнейшему Илии II, предстоятелю Грузинской Православной Церкви, второе, святейшему Кириллу, патриарху Московскому и всея Руси.
21 декабря 2010 года решением Священного Синода Грузинской православной церкви управление епархией было передано Католикосу-Патриарху всея Грузии Илие II. Это решение, согласно заявлению Синода, было принято «на основе исторических документов и с учетом сегодняшней обстановки». Патриарх Илия II выразил желание посетить епархию в ближайшее время.
В связи с неоднократными обращениями главы Абхазской Православной Церкви, управляющего Сухумской и Пицундской епархиями, иерея Виссариона Аплиаа, Святейший Патриарх Московский и всея Руси Кирилл направил в монастырь святого апостола Симона Кананита в Новом Афоне в Абхазии нового настоятеля игумена Ефрема (Виноградова).
Назначение нового настоятеля вызвало волну возмущений среди части абхазского клира и паствы.
Несмотря на заверения митрополита Илариона, данные католикосу Илие II о неправильно понятой цели визита игумена Ефрема в Абхазию, сам игумен Ефрем в сонме абхазского духовенства подтвердил факт благословения патриархом Кириллом его направления в Новоафонский монастырь настоятелем по просьбе иерея Виссариона. Иеромонаха Андрея (Ампар) за непослушание решено предать суду патриарха Кирилла.
Прихожане Абхазской церкви в открытом письме от 11 апреля 2011 года попросили патриарха Кирилла отозвать игумена Ефрема Виноградова «дабы не усугублять конфликтную ситуацию, которая может привести к осложнению российско-абхазских отношений».
15 мая состоялось «Церковно-народное собрание» в монастыре Нового Афона.
10 июля 2012 года ушедшие в раскол священники на заседании Совета «Священной Митрополии Абхазии» объявили о разрыве евхаристического общения с клириками Сухумо-Пицундской епархии.

## Епископы
Грузинский экзархат Русской православной церкви
- 8 сентября 1851 — 2 сентября 1856 — Герман (Гоголашвили)
- 1856—1857 в/у — Александр (Окропиридзе), архим.
- 6 октября 1857 — 16 ноября 1859 — Геронтий (Папиташвили)
- 4 марта 1862 — 30 мая 1869 — Александр (Окропиридзе)
- 30 мая 1869 — 28 декабря 1886 в/у — Гавриил (Кикодзе), еп. Имеретинский
- 28 декабря 1886 — 31 марта 1889 — Геннадий (Павлинский)
- 29 мая 1889 — 12 февраля 1891 — Александр (Хованский)
- 2 марта 1891 — 17 июля 1893 — Агафодор (Преображенский)
- 19 сентября 1893 — 17 января 1895 — Петр (Другов)
- 8 февраля 1895 — 26 марта 1905 — Арсений (Изотов)
- 10 апреля 1905 — 6 февраля 1906 — Серафим (Чичагов)
- 3 февраля 1906 — 25 января 1907 — Кирион (Садзагелов)
- 25 января 1907 — 25 июля 1911 — Димитрий (Сперовский)
- 25 июля 1911 — 22 декабря 1913 — Андрей (Ухтомский)
- 22 декабря 1913 — май 1919 — Сергий (Петров)

Кавказский экзархат Русской православной церкви
- 30 ноября 1924—1927 в/у — Антоний (Романовский), еп. Ереванский
- 23 ноября 1928 — 3 апреля 1930 в/у — Серафим (Протопопов), еп. Бакинский

Грузинская православная церковь
- 28 октября 1919 — 14 октября 1921 — Амвросий (Хелая)
- 15 октября 1921 — 7 апреля 1925 — Иоанн (Маргишвили)
- 7 апреля 1925 — 21 июня 1927 — Христофор (Цицкишвили)
- июнь — октябрь 1927 в/у — Ефрем (Сидамонидзе), еп. Цилканский
- 17 октября 1927 — 24 марта 1928 — Мелхиседек (Пхаладзе)
- 26 марта 1928 — февраль 1929 — Павел (Джапаридзе)
- 12 февраля 1929 — 2 января 1935 — Варлаам (Махарадзе)[груз.] изгнан властями из епархии
- 2 января 1935 — 30 апреля 1944 — Меликседек (Пхаладзе)
- 30 марта 1952 — 24 ноября 1956 — Антоний (Гигинейшвили)
- 15 февраля 1957 — 14 декабря 1964 — Леонид (Жвания)
- 21 февраля 1965 — 28 августа 1967 — Роман (Петриашвили)
- 1 сентября 1967 — 23 декабря 1977 — Илия (Шиолашвили)
- 19 февраля 1978 — 9 сентября 1981 — Николай (Махарадзе)
- 8 сентября 1981 — 7 октября 1992 — Давид (Чкадуа)
- 17 октября 1992 — 21 декабря 2010 — Даниил (Датуашвили)
- c 21 декабря 2010 — Илия (Шиолашвили) католикос-патриарх всея Грузии